# Минеральные воды Железноводска
Закры́тое Акционе́рное О́бщество «Минера́льные во́ды Железново́дска» — российское предприятие, с 1908 года занимающееся розливом минеральной воды из источников железноводского месторождения. Завод расположен в лечебном парке города Железноводска Ставропольского края.

## История завода
В 1934—1935 годах от источников был проложен чугунный минералопровод. Он действовал до 1954 года, когда был заменён трубами из нержавеющей стали.
Численность работающих на заводе к 1939 году составляла 158 человек.  В годы Великой Отечественной войны завод не работал. После капитального ремонта в 1951 году на заводе был установлен розливно-укупорочный полуавтомат «ФИХТЭ» немецкого производства, производительностью 1,5 тыс. бутылок в час. В 1952 году была установлена первая автоматическая бутыломоечная машина отечественного производства «ТАБ» производительностью 3 тыс. бутылок в час. В 1953 году на заводе была построена котельная. С её пуском на отопление, мойку бутылок и другие технические нужды стал использоваться пар. Раньше для этих целей использовали горячую Славяновскую воду.  В декабре 1956 года были установлены первые автоматические линии чехословацкого производства «Инвеста», первоначально наливавшие 20 тыс. бутылок в смену и укомплектованные браковочными и этикетировочными автоматами. 
С 1943 года (более старые архивы по предприятию не сохранились) предприятие называлось Завод № 3 «Кавминрозлив». На основании приказа Северо-Кавказского Совнархоза № 312 от 22.06.1959 г. завод переименован в Железноводский завод минеральных вод.

## Продукция
Химический состав выпускаемых минеральных вод
Основные ионы и другие компоненты выпускаемых минеральных вод (мг/дм3)
| Состав              | «Славяновская» | «Смирновская» | «Лысогорская» | «Ессентуки № 4» | «Ессентуки № 17» |
| ------------------- | -------------- | ------------- | ------------- | --------------- | ---------------- |
| Гидрокарбонаты      | 1200—1500      | 1200—1500     | 400-1200      | 3400-4800       | 4900-6500        |
| Сульфаты            | 800—1000       | 800—1000      | 5500-9000     | <25             | <25              |
| Хлориды             | 250—350        | 250—350       | 2200-3700     | 1300—1900       | 1700—2800        |
| Кальций             | 250—350        | 250—350       | 350—550       | <150            | 50—200           |
| Магний              | <50            | <50           | 500—900       | <100            | <150             |
| Натрий + Калий      | 600—800        | 600—800       | 2800—4500     | 2000—3000       | 2700—4000        |
| Борная кислота      |                |               |               | 30—60           | 40—90            |
| Общая минерализация | 3000—4000      | 3000—4000     | 13000—19000   | 7000—10000      | 10000-14000      |

### Лысогорская
Режим приема лечебной минеральной воды «Лысогорская» — 3 раза в день за 45 минут до еды и на ночь по 250 мл (1 стакан). Температура воды — 18—24°С.
В программе снижения веса — ограниченный прием другой жидкости и поваренной соли. При заболеваниях печени и желчевыводящих путей — прием воды по 150 мл. При приеме бутылочной воды производится дегазация на водяной бане при температуре 40°С.
Показания по лечебному применению минеральной воды «Лысогорская»:
1. Хронические болезни пищеварительных органов:
а) болезни толстого кишечника воспалительного характера, протекающие с вялой перистальтикой, наклонностью к запорам, метеоризму (хронические колиты);
б) функциональные нарушения деятельности толстого кишечника.
2. Хронические болезни печени и желчных путей:
а) воспалительные болезни печени (гепатиты) различной этиологии;
б) болезни желчного пузыря — холециститы различного происхождения;
в) желчекаменная болезнь;
г) болезни желчных путей;
д) лёгкие формы цирроза печени.
3. Нарушения и болезни обмена веществ:
а) ожирение I—II степени различного происхождения;
б) лёгкие формы сахарного диабета;
в) нарушение водно-солевого обмена;
г) подагрический диатез и подагра.
Примечание: 
1. При болезнях кишечника с наличием запоров принимают минеральную воду 3 раза в день, до еды за 45 минут по 250 мл и на ночь. Температура воды — 18—24 градусов по Цельсию.
2. То же при ожирении. И ограниченный прием другой жидкости и поваренной соли.
3. При нарушении обмена веществ — прием в том же режиме, что и при болезнях кишечника.
4. При заболевании печени и желчевыводящих путём приём минводы по 150 мл в том же режиме.
При приеме бутылочной воды производится дегазация на водяной бане при t — 40 градусов по Цельсию.

### Славяновская
Лечебно-столовая минеральная вода «Славяновская» широко известна благотворным влиянием на функциональное состояние желудочно-кишечного тракта, печени, почек, желче- и мочевыводящих путей.
Используется для первичной профилактики заболеваний органов пищеварения и повышения резервов функционирования систем организма. Регулярный прием «Славяновской» после еды полностью устраняет изжогу, горечь во рту и вздутие кишечника.
Минеральную воду «Славяновская» принимают при хронических заболеваниях органов пищеварения, гастритов, болезнях печени, желчевыводящих путей и поджелудочной железы, при сахарном диабете, ожирении, болезни почек и мочевыводящих путей.
Химический состав представлен гидрокарбонатами, хлоридами, сульфатами, солями кальция и магния.
Продолжительность профилактического приема минеральной воды «Славяновская» составляет обычно 30—35 дней.
Ежедневная норма — 5—8 мл воды на 1 кг массы тела пациента при приеме 3 раза в день за 45 минут до еды. В течение года следует проводить 3 курса приема минеральной воды. Повторные курсы лечения помогут закрепить полученные результаты и предупредить обострение болезней.
Минеральная вода «Славяновская» может использоваться в качестве столового напитка для приготовления коктейлей и снятия «синдрома похмелья».

### Смирновская
По своим свойствам лечебно-столовая минеральная вода «Смирновская» подобна «Славяновской».
Она применяется для лечения хронических гастритов, язвенной болезни желудка и двенадцатиперстной кишки, хронических колитов, хронических заболеваний печени, желчевыводящих и мочевыводящих путей, болезней обмена веществ.
Применение в течение 24—30 дней минеральной воды «Смирновская» может существенно повысить устойчивость слизистой оболочки желудка и двенадцатиперстной кишки к действию повреждающих факторов самого различного характера (ирридантов, алкоголя и др.). Одновременно с этим повышается общая сопротивляемость организма к действию неблагоприятных факторов внешней среды.
Прием воды по 0,5—1 стакану после еды, снижает тяжесть в области желудка и желчного пузыря.
Минеральная вода «Смирновская» содержит гидрокарбонаты, хлориды, сульфаты, соли кальция, магния, калия и натрия, отвечает международным медико-биологическим требованиям, является экологически чистой продукцией.

### Ессентуки № 4, Ессентуки № 17
Минеральная лечебно-столовая вода «Ессентуки № 4» известна благотворительным влиянием на функциональное состояние желудочно-кишечного тракта.
Показания к применению: хронические гастриты, язвенная болезнь желудка и двенадцатиперстной кишки, хронические колиты, энтероколиты; заболевания печени и желчевыводящих путей: гепатиты, холециститы, антиохолиты, хронические панкреатиты; болезни обмена веществ: сахарный диабет, ожирение, подагра, мочекислый диатез, оскалурия, фосфатурия, хронические заболевания мочевыводящих путей.
Минеральная лечебная хлоридно-гидрокарбонатная, натриевая борная минеральная вода «Ессентуки № 17» добывается из высокотермального источника с глубины 462 м. Источник находится на территории особо охраняемого эколого-курортного региона Кавказских Минеральных Вод.
Показания к применению: хронические гастриты, язвенная болезнь желудка и двенадцатиперстной кишки, хронические колиты, энтероколиты; заболевания печени и желчевыводящих путей: гепатиты, холециститы, антиохолиты, хронические панкреатиты; болезни обмена веществ: сахарный диабет, ожирение, подагра, мочекислый диатез, оскалурия, фосфатурия.

### Графский горный источник
Питьевая вода «Графский горный источник» подходит для повседневного потребления, приготовления напитков и пищи. Это подтверждено заключениями ГНИИ курортологии.
Низкое содержание солей и сбалансированный состав микроэлементов способствует улучшению жизнедеятельности организма, повышению иммунитета, нормализует работу органов пищеварения.
Природная питьевая вода «Графский горный источник» разливается в стеклянные бутыли ёмкостью 0.5 литров, а также ПЭТ-ёмкости объёмом 0.5, 1.0, 5 и 19 литров.